# تپه کانی چای
تپه کانی چای مربوط به دوران پیش از تاریخ ایران باستان است و در شهرستان بیجار، بخش چنگ الماس، روستای کهریز واقع شده و این اثر در تاریخ ۱۰ دی ۱۳۸۱ با شمارهٔ ثبت ۶۸۰۹ به‌عنوان یکی از آثار ملی ایران به ثبت رسیده است.